# Africallagma cuneistigma
Africallagma cuneistigma là một loài chuồn chuồn kim thuộc họ Coenagrionidae. Đây là loài đặc hữu của Zimbabwe. Môi trường sống tự nhiên của chúng là vùng núi ẩm nhiệt đới hoặc cận nhiệt đới và sông ngòi. Chúng hiện đang bị đe dọa vì mất nơi sống.